# Фостер-Брук (Пенсільванія)
Фостер-Брук (англ. Foster Brook) — переписна місцевість (CDP) в США, в окрузі Маккін штату Пенсільванія. Населення — 1127 осіб (2020).

## Географія
Фостер-Брук розташований за координатами 41°59′0″ пн. ш. 78°36′9″ зх. д. / 41.98333° пн. ш. 78.60250° зх. д. (41.983435, -78.602464).  За даними Бюро перепису населення США в 2010 році переписна місцевість мала площу 8,21 км², з яких 8,17 км² — суходіл та 0,05 км² — водойми.

## Демографія
Згідно з переписом 2010 року, у переписній місцевості мешкала 1251 особа в 525 домогосподарствах у складі 334 родин. Густота населення становила 152 особи/км².  Було 564 помешкання (69/км²).
Расовий склад населення:
| - 98,1 % — білих - 0,7 % — корінних американців - 0,6 % — азіатів - 0,2 % — чорних або афроамериканців |

До двох чи більше рас належало 0,2 %. Частка іспаномовних становила 1,0 % від усіх жителів.
За віковим діапазоном населення розподілялося таким чином: 22,8 % — особи молодші 18 років, 59,5 % — особи у віці 18—64 років, 17,7 % — особи у віці 65 років та старші. Медіана віку мешканця становила 42,5 року. На 100 осіб жіночої статі у переписній місцевості припадало 101,4 чоловіків;  на 100 жінок у віці від 18 років та старших — 96,3 чоловіків також старших 18 років.
Середній дохід на одне домашнє господарство  становив 57 372 долари США (медіана — 48 264), а середній дохід на одну сім'ю — 60 800 доларів (медіана — 55 694). Медіана доходів становила 48 906 доларів для чоловіків та 36 474 долари для жінок. За межею бідності перебувало 12,2 % осіб, у тому числі 10,1 % дітей у віці до 18 років та 4,7 % осіб у віці 65 років та старших.
Цивільне працевлаштоване населення становило 585 осіб. Основні галузі зайнятості: освіта, охорона здоров'я та соціальна допомога — 24,8 %, виробництво — 16,1 %, мистецтво, розваги та відпочинок — 11,8 %.